# Преображенскнефть
АО «Преображенскнефть» — крупное нефтедобывающее предприятие Оренбургской области. Занимается промышленной добычей нефти на Колганском месторождении. Предприятие осуществляет полный цикл производства нефти, включая добычу, подготовку и реализацию продукции. Территория лицензионного участка находится в границах трёх районов области: Александровского, Октябрьского и Переволоцкого. На территории Сакмарского района Оренбургской области расположен собственный железнодорожный нефтеналивной комплекс на станции Сакмарская с аккредитованной лабораторией.

## История
Компания была образована в 1994 году путём учреждения юридическими лицами ПО «Оренбургнефть» и АО «Нафтасиб». В начале производственной деятельности компанией была расконсервирована и эксплуатировалась одна скважина Преображенского месторождения. В мае 1998 года была получена лицензия на право пользования недрами для добычи, разведки углеводородов и водопользования на Колганском месторождении.

## Собственники и руководство
С 2007 года контроль над АО «Преображенскнефть» осуществляет инвестиционная группа компаний Верный Капитал, управляющая инвестиционными проектами в интересах фондов прямых инвестиций (private equity) и являющаяся одной из крупнейших инвестиционных групп Казахстана. В 2014 году АО «Преображенскнефть» приобрела в свои активы компания ОАО НК "РуссНефть".

## Деятельность
АО «Преображенскнефть» осуществляет промышленную добычу нефти с 1999 года и обладает возможностями дальнейшего роста добычи и прироста запасов за счёт дополнительной геологоразведки перспективных структур в пределах месторождения и присоединения прилегающих территорий.

### Социальная политика
АО «Преображенскнефть» является партнёром Администраций районов Оренбургской области, на территориях которых Общество осуществляет свою лицензионную деятельность. За последние пять лет в рамках программы социального партнёрства компанией было выделено 12 млн рублей. Все выделенные средства были адресно направлены на поддержание объектов культуры и искусства, общеобразовательных учреждений (школ, детских садов), развитие физической культуры и спорта, социальную поддержку ветеранов Великой Отечественной войны, приобретение жилья для молодых специалистов, ремонт и строительство сельских дорог.
С учётом развития и расширения сотрудничества в апреле 2013 года между АО «Преображенскнефть» и администрациями Александровского, Октябрьского и Сакмарского районов подписано Генеральное Соглашение о партнёрстве, в рамках которого компания выделила 3 млн руб. на решение социальных вопросов, связанных с обустройством социальной инфраструктуры районов, имеющих важное значение для жителей населённых пунктов.